# طواف إيطاليا 1967
طواف إيطاليا 1967 هو سباق دراجات هوائية أقيم في إيطاليا بتاريخ 20 مايو - 11 يونيو، تكون السباق من 22 مرحلة وامتدّ لمسافة 3572 كم بسرعة 35.339 كم/س، استغرق السباق 101 ساعة 05 دقيقة 34 ثانية. فاز به الإيطالي فيليتشي جيموندي.

## الترتيب
| م                     | الدرّاج          | البلد   | الزمن                      |
| --------------------- | --------------- | ------- | -------------------------- |
| الفائز بالترتيب العام | فيليتشي جيموندي | إيطاليا | 101 ساعة 05 دقيقة 34 ثانية |